# 盧卡·坎塔加利
盧卡·坎塔加利（義大利語：Luca Cantagalli，1965年8月11日—），意大利前男子排球運動員。在1990年和1994年，他代表意大利獲得世界排球錦標賽的冠軍。他也代表意大利參加奧運會並且幫助意大利獲得銀牌。